# Alberth Elis
Pour les articles homonymes, voir Elis (homonymie).
Alberth Josué Elis Martínez, plus connu sous le nom de Alberth Elis, né le 12 février 1996 à San Pedro Sula, est un footballeur international hondurien. Il évolue actuellement au poste d'attaquant au CD Olimpia.

## Biographie

### En club

#### Premières années en Amérique du Nord (2016-2020)
À 17 ans, Alberth Elis effectue sa première saison professionnelle, au club hondurien du CD Olimpia, considéré comme le plus grand club du pays. Il y reste trois ans.
En 2016, il est transféré au club mexicain du CF Monterrey. N'ayant pas convaincu, il est prêté au Dynamo de Houston, en Major League Soccer. Le club américain l'engage en 2018.
Alberth Elis reste deux saisons aux États-Unis. Sa popularité ne fait que croître au rythme de ses buts, marquant 35 buts en 100 matchs depuis son arrivée en 2017, en prêt ; elle atteint son apogée lorsqu'il apparaît sur la jaquette du jeu FIFA 2020, dans la version nord-américaine.

#### Le rêve européen (depuis 2020)
À l'été 2020, Alberth Elis concrétise son rêve de pouvoir jouer en Europe, refusant un contrat en or justifié par le fait que « le rêve compte plus que l'argent ». Il signe avec le club portugais du Boavista FC.
En 2021, il est prêté au club français des Girondins de Bordeaux, où il réalise un très bon début de saison, avec sept buts en onze matchs. Malgré la relégation du club girondin en Ligue 2, son option d'achat est levée le 9 juin 2022.
Le 30 janvier 2023, il est prêté avec option d'achat au Stade brestois 29. L'option d'achat n'est pas levée et retourne à Bordeaux.
Le 24 février 2024 lors du match Bordeaux-Guingamp, à la suite d'un choc à la 34e seconde, il subit un traumatisme crânien. Après huit minutes de soins sur le terrain, il est évacué, sans doute conscient, sur une civière, avant d'être pris en charge des soins à l'infirmerie du Matmut Atlantique, et est ensuite transféré au CHU de Bordeaux. Il subit une opération dans la nuit du 24 au 25 février et est plongé dans un coma artificiel,. Le 29 février, sa famille informe qu'il est sorti du coma artificiel et qu'il est en mesure de s'exprimer. Il doit passer une IRM pour déterminer s'il aura des séquelles.

### En équipe nationale
Avec les moins de 17 ans, il participe à la Coupe du monde des moins de 17 ans en 2013. Lors du mondial junior organisé aux Émirats arabes unis, il joue quatre matchs. Il délivre une passe décisive en phase de poule contre la Slovaquie. Le Honduras s'incline en huitièmes de finale face à l'Ouzbékistan.
Avec les moins de 20 ans, il prend part au championnat de la CONCACAF des moins de 20 ans en 2015. Lors de cette compétition organisée en Jamaïque, il joue six matchs. Il se met en évidence en inscrivant quatre buts : contre le Salvador, Cuba, Haïti, et enfin le Guatemala. Il dispute quelques mois plus tard la Coupe du monde des moins de 20 ans qui se déroule en Nouvelle-Zélande. Lors du mondial junior, il joue deux matchs. Avec un bilan d'une victoire et deux défaites, le Honduras est éliminé dès le premier tour.
Il honore sa première sélection internationale le 9 octobre 2014, lors d'un match amical contre le Mexique.
Le 16 décembre 2015, il s'illustre en marquant son premier doublé avec le Honduras, lors d'un match amical contre Cuba, permettant à son équipe de s'imposer 2-0.
Il est ensuite convoqué par le sélectionneur Jorge Luis Pinto afin de participer aux Jeux olympiques 2016. Lors du tournoi olympique, il joue un total de six matchs, inscrivant deux buts. Il marque contre le Portugal en phase de poule puis en quart de finale face à la Corée du Sud. Il délivre également une passe décisive en phase de poule contre l'Argentine. Le Honduras se classe quatrième du tournoi olympique, en étant battu par le Nigeria lors de la petite finale.
Il dispute ensuite la Gold Cup 2017 qui se déroule aux États-Unis. Il joue quatre matchs lors de ce tournoi, qui voit le Honduras s'incliner en quart contre le Mexique.
Il participe de nouveau à la Gold Cup en 2019. Lors de cette compétition, il prend part à trois matchs. Il délivre une passe décisive lors de la première rencontre face à la Jamaïque. Avec un bilan d'une victoire et deux défaites, le Honduras est éliminé dès le premier tour.
Le 18 novembre 2019, il se met en évidence en étant l'auteur d'un doublé face à Trinité-et-Tobago, lors de la Ligue des nations de la CONCACAF 2019-2020. Le Honduras se classe troisième de ce tournoi, en battant le Costa Rica lors de la « petite finale », et après une séance de tirs au but. Alberth Elis inscrit un but lors de ce match.
En 2021, il participe à sa troisième Gold Cup. Lors de cette compétition, il joue deux rencontres de phase de poule. Il délivre une passe décisive contre Grenade. Le Honduras s'incline en quart de finale contre le Mexique.

## Statistiques
| Saison                | Club                         | Championnat           | Championnat | Championnat | Coupe(s) nationale(s) | Coupe(s) nationale(s) | Compétition(s) continentale(s) | Compétition(s) continentale(s) | Compétition(s) continentale(s) | Honduras | Honduras | Total | Total |
| Saison                | Club                         | Division              | M.          | B.          | M.                    | B.                    | Comp.                          | M.                             | B.                             | M.       | B.       | M.    | B.    |
| 2013-2014             | CD Olimpia                   | Liga Nacional         | 8           | 0           | -                     | -                     | LCC                            | 6                              | 1                              | -        | -        | 14    | 1     |
| 2014-2015             | CD Olimpia                   | Liga Nacional         | 18          | 6           |                       |                       | LCC                            | 4                              | 2                              | 4        | 0        | 26    | 8     |
| 2015-2016             | CD Olimpia                   | Liga Nacional         | 35          | 19          |                       |                       | -                              | -                              | -                              | 6        | 3        | 41    | 22    |
| Sous-total            | Sous-total                   | Sous-total            | 61          | 25          | 0                     | 0                     | -                              | 10                             | 3                              | 10       | 3        | 81    | 31    |
| 2016-2017             | CF Monterrey                 | Liga MX               | 5           | 0           | 0                     | 0                     | -                              | -                              | -                              | 5        | 1        | 10    | 1     |
| 2017                  | Dynamo de Houston (prêt)     | MLS                   | 30          | 11          | 0                     | 0                     | -                              | -                              | -                              | 13       | 4        | 43    | 15    |
| 2018                  | Dynamo de Houston            | MLS                   | 30          | 11          | 4                     | 0                     | -                              | -                              | -                              | 3        | 0        | 37    | 11    |
| 2019                  | Dynamo de Houston            | MLS                   | 26          | 9           | 0                     | 0                     | LCC+LCup                       | 4+1                            | 0                              | 11       | 3        | 42    | 12    |
| 2020                  | Dynamo de Houston            | MLS                   | 6           | 4           | -                     | -                     | -                              | -                              | -                              | 0        | 0        | 6     | 4     |
| Sous-total            | Sous-total                   | Sous-total            | 92          | 35          | 4                     | 0                     | -                              | 5                              | 0                              | 27       | 7        | 128   | 42    |
| 2020-2021             | Boavista FC                  | Liga NOS              | 27          | 7           | 1                     | 0                     | -                              | -                              | -                              | 6        | 1        | 34    | 8     |
| 2021-2022             | Girondins de Bordeaux (prêt) | Ligue 1               | 20          | 9           | 1                     | 0                     | -                              | -                              | -                              | 8        | 1        | 29    | 10    |
| 2022-2023             | Girondins de Bordeaux        | Ligue 2               | 16          | 1           | 3                     | 0                     | -                              | -                              | -                              | -        | -        | 19    | 1     |
| 2023-2024             | Girondins de Bordeaux        | Ligue 2               | 19          | 5           | 2                     | 0                     | -                              | -                              | -                              | -        | -        | 21    | 5     |
| Sous-total            | Sous-total                   | Sous-total            | 55          | 15          | 6                     | 0                     | -                              | -                              | -                              | 8        | 1        | 69    | 16    |
| 2022-2023             | Stade brestois 29 (prêt)     | Ligue 1               | 10          | 0           | -                     | -                     | -                              | -                              | -                              | 4        | 1        | 14    | 1     |
| Total sur la carrière | Total sur la carrière        | Total sur la carrière | 232         | 78          | 9                     | 0                     | -                              | 11                             | 3                              | 60       | 14       | 312   | 95    |

## Palmarès
Il remporte le tournoi de clôture du championnat du Honduras en 2014, 2015 et 2016 avec le CD Olimpia. Avec le Dynamo de Houston, il remporte la Coupe des États-Unis en 2018.